# 木已成舟…
〈木已成舟...〉（英語：Cat's in the Bag...）是美國電視劇《絕命毒師》第一季的第二集。由該劇的主創兼節目統籌文斯·吉利根編劇，亞當·伯恩斯坦執導，故事主要講述繼前集的劇情後，華特（布萊恩·克萊斯頓飾演）和傑西（亞倫·保羅飾演）開始為了處理屍體和倖存者而各自陷入苦思。該集2008年1月27日在AMC首播，並取得了外界的普遍好評。

## 劇情
在一名美國原住民的協助下，順利將房車從溝渠中拉出，華特和傑西在爭論一番後，決定將房車置於傑西已故姨媽以前擁有的房子。當他們打算移除房車內的兩具屍體時，卻發現瘋狂小八（Krazy-8）還有呼吸。昏迷不醒的瘋狂小八被帶到地下室，並用摩托車的大鎖將他的脖子固定在一根柱子上。華特建議他們應使用氫氟酸溶解埃米利歐（Emilio）的屍體，以便沒有留下任何證據。華特和傑西扔硬幣的方式來決定誰來殺死瘋狂小八、誰來處理埃米利歐的屍體。傑西獲勝後選擇處理屍體，華特則將負責殺了瘋狂小八。
華特指示傑西去買一個聚乙烯材質的桶子，用於將屍體適當地溶解在桶中，但傑西找不到足夠大的桶子來容納它。負責殺人的華特最後選擇給了瘋狂小八水、食物和如廁用品。當傑西回到家並詢問謀殺如何進行時，華特承諾第二天會再處理他。與此同時，史凱勒開始懷疑華特在秘密地做某件事。她在網上找到了傑西的地址，並在產檢時向華特詢問對方的身份；華特撒謊說傑西賣大麻給他，這讓史凱勒前去找傑西。在傑西搬運埃米利歐的屍體時，史凱勒剛好現身要求傑西不准賣大麻給華特。最後，史凱勒在沒發現屍體的情況下離去。
傑西沒有找到華特指示他使用的塑膠桶子，因此他決定將屍體溶解在浴缸中。但陶瓷和金屬製的浴缸會隨著氫氟酸與人體一起溶解，並導致其下方的天花板塌陷，隨後烙下的是埃米利歐的模糊肉渣。這使華特氣憤地告訴傑西，氫氟酸會溶解除塑膠以外的任何東西。與此同時，兩個美國原住民的孩子在沙漠中玩耍，並找到華特先前丟棄的防毒面具。

## 反響
〈木已成舟...〉在影評界普遍獲得了正面的評價。IGN網站的塞思·阿米汀（Seth Amitin）給了該集9.6的高分（滿分10分），並在評論中表示：「這很奇怪，但這三個角色之間有著很好的化學反應，他們就像是拼圖碎片且鋸齒狀的邊緣甚至不匹配，但他們卻莫名合得來。」影音俱樂部網站的唐娜·鮑曼（Donna Bowman）給了該劇「A-」的好評，她表示：「在上週首播結束時，我以為：好吧，從這到這就在走下坡......我很難想像這集能維持首播的精神病基調。」
該集在美國首播時的收視率達1.49（即149萬名觀眾）。

## 外部連結
- 在《絕命毒師》官方頁面上的《木已成舟…》 （页面存档备份，存于）
- 互联网电影数据库上木已成舟…的资料（英文）